# Archivní kulturní památka

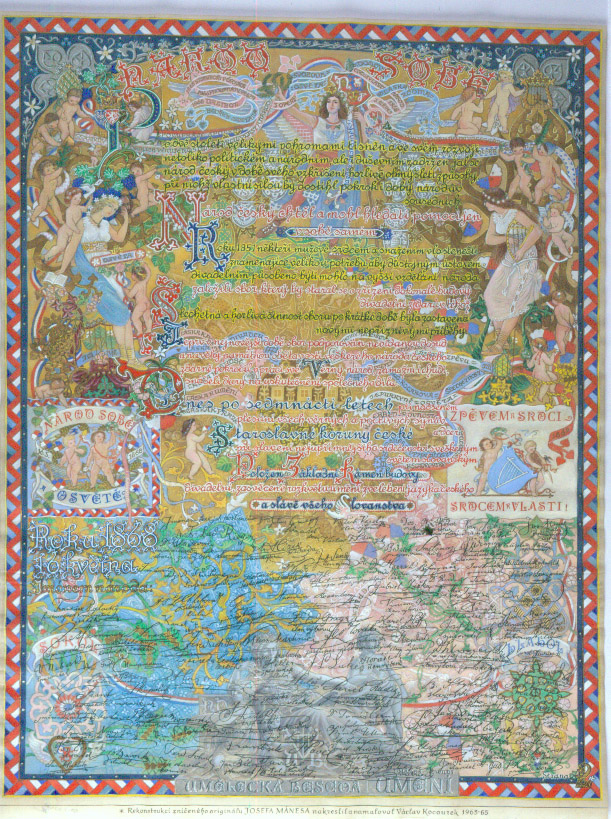
Pamětní zakládací listina Národního divadla v Praze, 4. AKP

Archivní kulturní památka (AKP) je archiválie zpravidla velkého historického, společensko-kulturního nebo dalšího významu. Za archivní kulturní památku mohou být prohlášeny jednotlivé archiválie, archivní soubory a jejich ucelené části.Archiválií se pak rozumí záznamy, které byly vybrány vzhledem k době vzniku, vnějším znakům a původu k archivní konzervaci a zapsání do evidence archiválií.

## Význam
Význam archiválií se různí. Archiválie, které se staly archivní kulturní památkou, mohou mít význam historický, technický, vědecký nebo kulturní. Pohlíží se také na původ archiválie, na jedinečnost a na mimořádně výjimečný přínos pro společnost.

## Žádost o zařazení
Žádost, která se stará o prohlášení archiválie za archivní kulturní památku, se podává na Ministerstvu vnitra České republiky. Vláda České republiky má pak i možnost prohlásit archivní kulturní památku za Národní kulturní památku (NKP). NKP je v České republice více než 300 kusů a patří mezi ně například archeologické naleziště Dolní Věstonice nebo památník vyhlazení Lidic.
Žádost by měla obsahovat:
- datace vzniku archiválie
- evidenční údaj o archiválii
- vysvětlení významu archiválie
- stav archiválie
- v jakém archivu se archiválie nachází
- kdo vlastní archiválii a údaje o této osobě[2]

## Seznam archivních kulturních památek
Každý zápis na seznamu AKP by měl obsahovat:
- pořadí AKP
- název a charakteristiku AKP
- kde je archiválie uložena
- archivní soubor
- kdy byla archiválie prohlášena za AKP
- potřebné údaje o dalších rozšiřujících informacích o AKP
- datum, kdy bylo rozšíření AKP provedeno[1]

Během roku 2024 bylo uznáno celkem dvanáct nových archivních kulturních památek. Rozhodl o tom ředitel odboru archivní správy a spisové služby Ministerstva vnitra České republiky.
| #    | Název AKP | Popis | Datum prohlášení |
| ---- | --- | --- | ---------------- |
| 179. | Rukopis Petra Albina s portrétní galerií saských Wettinů | Tento rukopis se nachází v Archivu města Plzně a obsahuje portréty saských kurfiřtů, kterých je celkem 49. Kurfiřt Kristián I. vyvěsil plátna rozsáhlé sbírky v horních podlažích, které byly prvkem galerie předků v Dlouhé chodbě spojující zámek v Drážďanech s Novými stájemi. Portréty jsou podobizny, které vyobrazovaly předky Kristiána I. společně s jejich významnými činy. Obrazy namaloval dvorní malíř Heinrich Göding st. Autorem celé koncepce byl historiograf Petrus Albinus, Kristiánův archivář. Na každé straně rukopisu nalevo se nachází určitý portrét (podobizna Gödingova obrazu). Pravá strana je pak zaplněna kaligrafickým textem. | 5. ledna 2024    |
| 180. | Pražská malířská bratrstva 1348–1782 (1790) | Jedná se o archiválie, které byly uloženy v Archivu Národní galerie mají jednoznačný přínos pro dějiny umění. Nejstarší z nich, cechovní kniha pražských malířů, se datuje až do roku 1348. Fond má účetní a pamětní cechovní knihy, také obsáhlý spisový materiál. Kromě těchto knih je součástí i osobní korespondence známých architektů a malířů tehdejší doby. | 5. ledna 2024    |
| 181. | Soubor autobiografických rukopisů Klementa Václava knížete z Metternich-Winneburgu | Obsahuje rukopisy, které vznikly v polovině 19. století. Klement Václav, který se stal rakouským kancléřem na začátku 19. století, tyto rukopisy koncipoval jako paměti. Jsou rozsáhlé a sepisoval je kvůli vysvětlení jeho politických postojů. Paměti se mu bohužel nepovedlo dokončit. I přes to kníže Metternich sehrál velmi významnou diplomatickou roli v habsburské monarchii, díky tomu se tyto rukopisy staly archivní kulturní památkou. | 4. ledna 2024    |
| 182. | Složka dokumentů vztahujících se k úmrtí plk. Josefa Švece | Jedná se o soubor informačních pramenů, které souvisejí s úmrtím plk. Josefa Švece. Švec, člen Československých legií, byl mimořádný vlastenec a snažil se budovat žádoucí morálku ve vojsku. Stal se významnou osobností, protože se částečně zasloužil o vznik samostatného státu. | 10. ledna 2024   |
| 183. | Hlášení o exekucích v Kounicově koleji v Brně (září–listopad 1941, květen–červenec 1942) | Památka obsahuje svědectví o popravách, které byly prováděny v Kounicově koleji v Brně. Obsahují opatření po atentátu na Reinharda Heydricha a seznam odsouzených osob. Jedná se o historicky významný pramen z období Protektorátu Čechy a Morava. | 10. ledna 2024   |
| 184. | Doklady o holokaustu prováděném speciálními jednotkami SS na Ukrajině a v Bělorusku v roce 1941 | Jedná se o významný informační pramen ve formě válečného deníku štábu velení Říšského vůdce SS. Tento doklad o činnosti štábu ze čtyřicátých let 20. století pojednává o operacích proti ukrajinským a běloruským Židům a partyzánům. Součástí jsou i počty popravených, kteří přišli o život během čistek za druhé světové války. | 10. ledna 2024   |
| 185. | Hlášení generálmajora Ing. Stanislava Procházky, velitele Západního vojenského okruhu, o postupu invazních vojsk ve dnech 20.–21. 8. 1968                                                                  | Jedná se o zprávu, tzv. šifrovku, která se skládá ze dvou listů A4. Jedna zachycuje začátek okupace v oblasti Vejprt. Druhá pak vysvětluje moment, kdy v Příbrami byla povinnost sdělovat vojenským správám morálně politický stav vojsk. | 10. ledna 2024   |
| 186. | Tzv. „Orlandova adresa“ z 12. prosince 1918. Poselství ministerského předsedy Itálie Vittoria Emanuela Orlanda českému národu.                                                                             | Poselství italského ministerského předsedy Vittoria Emanuela Orlanda českému národu. Přednesl ho 12. prosince roku 1918. | listopad 2024    |
| 187. | Soubor dokumentů ke vzniku ústavní listiny Československé republiky (sněmovní tisky č. 26, 671, 2421 a 2472).                                                                                              | Skupina materiálů, které souvisí se vznikem základní právní normy Československé republiky. Uloženy jsou v archivním fondu Revoluční Národní shromáždění. | listopad 2024    |
| 188. | Usnesení Národního shromáždění k návrhu České národní rady, Slovenské národní rady a vlády na vydání ústavního zákona o československé federaci ze dne 27. října 1968.                                     | Významný dokument, který přeměnil unitární stát na federaci a definoval státní útvar na stát Čechů a Slováků. | listopad 2024    |
| 189. | Ústavní zákon ze dne 9. 1. 1991, kterým se uvozuje Listina základních práv a svobod jako ústavní zákon Federálního shromáždění České a Slovenské Federativní Republiky (sněmovní tisky č. 330, 331 a 392). | Zákon, díky kterému byla vyhlášena Listina základních práv a svobod 9. ledna 1991. Řeší nedostatky, které vyvstaly kvůli bývalému režimu a zařazuje zemi mezi demokratické státy. | listopad 2024    |
| 190. | Vládní návrh ústavního zákona o zániku České a Slovenské Federativní Republiky (sněmovní tisk č. 132). | Zákon ukončující existenci federace a umožňující vznik dvou samostatných republik. | listopad 2024    |